# 魏邦平故居
魏邦平故居，位于中国广东省中山市古镇镇麒麟村，为民国早期人物魏邦平的故居，建于1933年。2000年11月，列入中山市文物保护单位。